# 第13回日本アカデミー賞
第13回日本アカデミー賞は1990年（平成2年）2月23日に行われた日本アカデミー賞の発表・授賞式。
東京プリンスホテルで開催され、司会は西田敏行と島田陽子が務めた。

## 最優秀作品賞
- 黒い雨

### 優秀作品賞
- あ・うん
- 社葬
- 本覺坊遺文 千利休
- 利休

## 最優秀監督賞
- 今村昌平（黒い雨）

### 優秀監督賞
- 熊井啓（本學坊遺文 千利休）
- 勅使河原宏（利休）
- 降旗康男（あ・うん、極道の妻たち 三代目姐、将軍家光の乱心 激突）
- 舛田利雄（社葬）

## 最優秀脚本賞
- 石堂淑朗・今村昌平（黒い雨）

### 優秀脚本賞
- 赤瀬川原平・勅使河原宏（利休）
- 中村努（あ・うん）
- 松田寛夫（社葬）
- 依田義賢（本學坊遺文 千利休）

## 最優秀主演男優賞
- 三國連太郎（釣りバカ日誌、利休）

### 優秀主演男優賞
- 緒形拳（社葬、将軍家光の乱心 激突）
- 奥田瑛二（本學坊遺文 千利休）
- 高倉健（あ・うん）
- ビートたけし（その男、凶暴につき）

## 最優秀主演女優賞
- 田中好子（黒い雨）

### 優秀主演女優賞
- 古手川祐子（花の降る午後）
- 十朱幸代（社葬、ハラスのいた日々）
- 富司純子（あ・うん）
- 三田佳子（男はつらいよ 寅次郎サラダ記念日、極道の妻たち 三代目姐、利休）

## 最優秀助演男優賞
- 板東英二（あ・うん）

### 優秀助演男優賞
- 江守徹（社葬）
- 橋爪功（キッチン、ジュリエット・ゲーム、善人の条件）
- 山﨑努（ハリマオ、舞姫、利休）
- 萬屋錦之介（本學坊遺文 千利休）

## 最優秀助演女優賞
- 市原悦子（黒い雨）

### 優秀助演女優賞
- 桜田淳子（花の降る午後）
- 富田靖子（あ・うん）
- 宮本信子（あ・うん）
- 吉田日出子（社葬）

## 最優秀音楽賞
- 武満徹（黒い雨、利休）

### 優秀音楽賞
- 朝川朋之（あ・うん）
- 宇崎竜童（社葬）
- 長渕剛（オルゴール）
- 松村禎三（本學坊遺文 千利休）

## 最優秀撮影賞
- 川又昂（黒い雨）

### 優秀撮影賞
- 木村大作（あ・うん、極道の妻たち 三代目姐）
- 仙元誠三（愛と平成の色男、オルゴール、キッチン、ジュリエット・ゲーム ）
- 栃沢正夫（本學坊遺文 千利休）
- 森田富士郎（226、利休）

## 最優秀照明賞
- 岩木保夫（黒い雨）

### 優秀照明賞
- 増田悦章（あ・うん、極道の妻たち 三代目姐）
- 渡辺三雄（愛と平成の色男、オルゴール、キッチン、ジュリエット・ゲーム）
- 岩木保夫（本學坊遺文 千利休）
- 中岡源権（226、利休）

## 最優秀美術賞
- 西岡善信・重田重盛（利休）

### 優秀美術賞
- 稲垣尚夫（黒い雨）
- 木村威夫（本學坊遺文 千利休）
- 内藤昭（社葬）
- 村木忍（あ・うん、風の又三郎 ガラスのマント）

## 最優秀録音賞
- 橋本泰夫（あ・うん、風の又三郎 ガラスのマント、砂の上のロビンソン、冬物語）

### 優秀録音賞
- 小野寺修（君は僕をスキになる、スウィートホーム、ラッフルズホテル ）
- 久保田幸雄（本學坊遺文 千利休）
- 西崎英雄（利休）
- 紅谷愃一（黒い雨）

## 最優秀編集賞
- 岡安肇（黒い雨）

### 優秀編集賞
- 飯塚勝（あ・うん、冬物語）
- 市田勇（極道の妻たち 三代目姐、社葬、226）
- 井上治（春来る鬼、本學坊遺文 千利休）
- 谷口登司夫（利休）

## 最優秀外国作品賞
- ダイ・ハード

### 優秀外国作品賞
- インディー・ジヨーンズ 最後の聖戦
- ブラック・レイン
- メジャーリーグ
- レインマン

## 新人俳優賞
- 宍戸開（マイフェニックス）
- 真木蔵人（あ・うん）
- 本木雅弘（226、べっぴんの町、ラッフルズホテル）
- 川原亜矢子（キッチン）
- 深津絵里（満月のくちづけ）
- 山田邦子（君は僕をスキになる、バカヤロー!2「幸せになりたい」）

## 話題賞

### 作品部門
- 魔女の宅急便

### 俳優部門
- ビートたけし（その男、凶暴につき）

## 会長特別賞
- 美空ひばり

## 特別賞
- 「魔女の宅急便」
- 松田優作